# ویگل ۹۳۱۵
سیارک ۹۳۱۵ (به انگلیسی: 9315 Weigel، نامگذاری:1988PP2) نه هزار و سیصد و پانزدهمین سیارک کشف شده‌است که در ۱۳ اوت ۱۹۸۸ کشف شد.
قدر مطلق سیارک برابر ۱۴٫۳۰ است.